# Iglesia del Salvador (Cuéllar)
La iglesia de El Salvador de Cuéllar es un templo católico localizado en la villa de Cuéllar, provincia de Segovia, en la Comunidad Autónoma de Castilla y León. Está situada al sur de la villa, y aunque está documentada desde el año 1299, su construcción puede fecharse a mediados del siglo XIII. Su fábrica fue realizada en 
ladrillo y mampostería, y su planta sigue el esquema más común de este tipo de templos: cabecera de tramos recto para el presbiterio y curvo para el ábside, y consta de una sola nave de tres tramos, sobre los que se asienta el pórtico al sur, la sacristía al norte y la torre a los pies.
Al igual que gran parte de las iglesias cuellaranas, sufrió una importante reforma 
barroca que sustituyó la primitiva cubierta mudéjar por una de cañón de yesería, y la bóveda románica de la cabecera fue reemplazada por una cúpula barroca de gran peso, motivo por el cual hubo que construir 
cuatro contrafuertes que semejan arbotantes góticos para sujetar el ábside y contrarrestar la estabilidad del templo. Su curiosa forma y el hecho de ser únicos en la zona, confieren a la iglesia un símbolo de distinción sobre el resto. La decoración exterior de su ábside es similar a la empleada en otros cuellaranos, como el de Santiago o el de la Trinidad, y muestra el característico zócalo de calicanto que resguarda el ladrillo de la humedad. Representa tres fajas de arcos de medio punto, de mayor amplitud y esbeltez en las inferiores, mientras que en la superior aparecen simples y de cañón más corto. Los tramos del presbiterio que unen con el arco conservan arcos y recuadros de ladrillo, 
que evidencia el modelo que seguía el exterior de la nave.

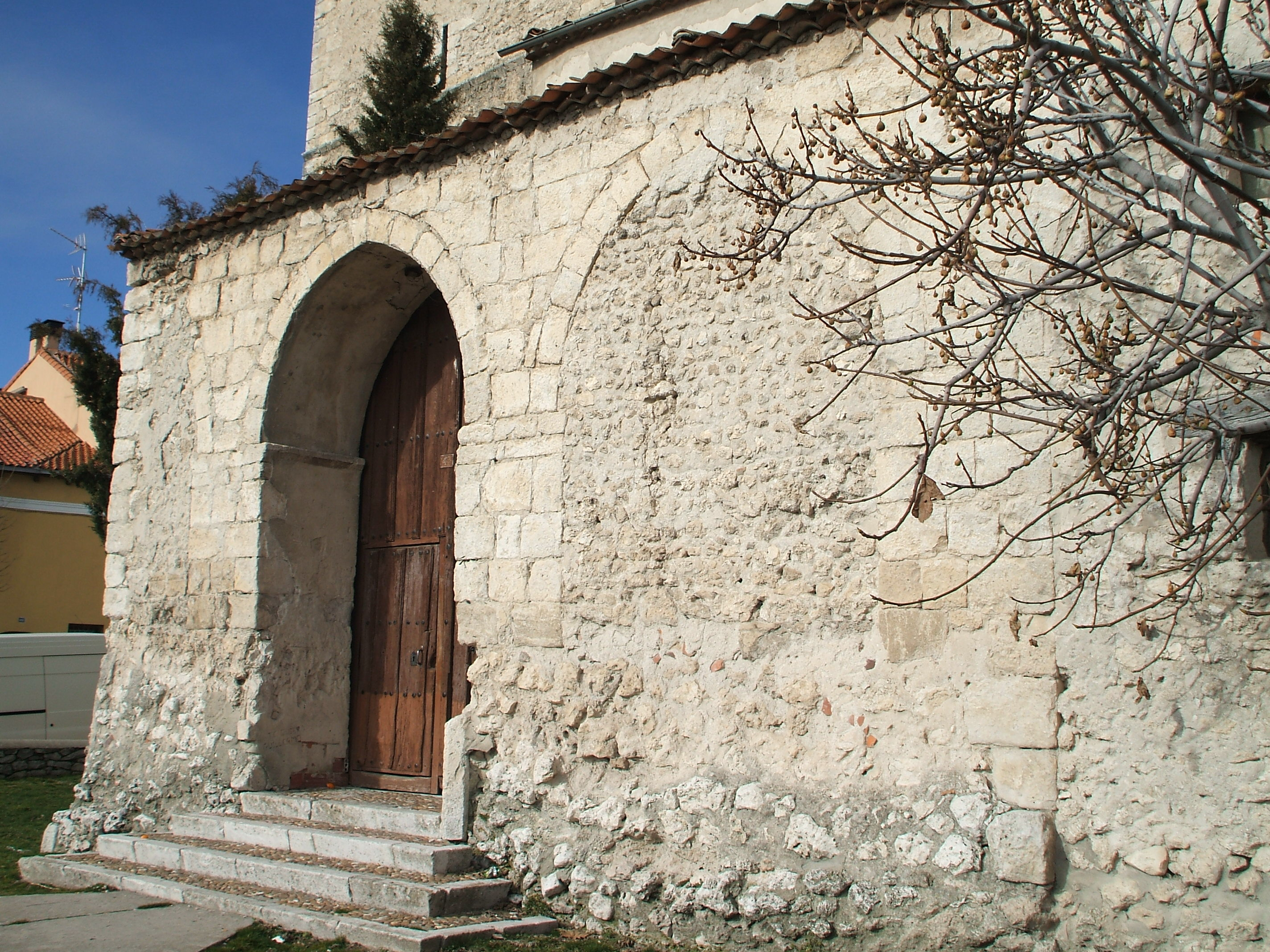
Pórtico de sillería ubicado al sur.

De época temprana es también el pórtico de sillería que aparece adosado al sur, que constaba al menos de cuatro arcos levemente apuntados, y que tras la reforma barroca fueron cegados a excepción del que sirve de entrada al templo. Oculta tras el pórtico conserva su portada románica de piedra original, compuesta de tres roscas de medio punto apoyadas en columnas coronadas por capiteles de buena factura: el del oeste representa dos figuras antropomorfas sedentes vestidas con túnicas que únicamente dejan libres las manos, y a las que les falta la cabeza; el opuesto muestra tres aves que pudieran ser arpías, también decapitadas por el tiempo en las que destaca la labor llevada a cabo en el plumaje, realizado a partir de rombos y que recuerda al taller de Fuentidueña. La esbelta torre con sus ventanas góticas destaca a los pies del templo, aunque de la primitiva mudéjar se puede apreciar su base en el lado norte junto al ábside.